# Fleur Saville
Fleur Saville (* 14. Juli 1984 in Auckland) ist eine neuseeländische Schauspielerin.
Ihre erste Fernsehrolle bekam Fleur Saville in der Serie Being Eve, in der sie von 2001 bis 2002 die Rolle der Teenagerin Eve Baxter verkörperte. Einem deutschsprachigen Publikum wurde Fleur Saville vor allem durch ihre Hauptrolle in der Jugendserie The Tribe bekannt. Zwischen 2006 und 2010 wirkte Saville an der neuseeländischen Fernsehserie Shortland Street in einer festen Rolle als Libby Jeffries mit. In den 2010er-Jahren musste sie sich vor allem mit Nebenrollen begnügen, nach 2017 ist kein Filmauftritt mehr verzeichnet (Stand: Dezember 2021). 

## Filmografie (Auswahl)
- 2001–2002: Being Eve (Fernsehserie, 21 Folgen)
- 2003: The Tribe (Fernsehserie, 52 Folgen)
- 2005: Interrogation (Fernsehserie, Folge Tick Tock)
- 2006: Maddigan’s Quest
- 2006: Sione’s Wedding
- 2006–2010, 2012: Shortland Street (Fernseh-Seifenoper, 469 Folgen)
- 2011: Tangiwai (Fernsehfilm)
- 2011: Underbelly: Land of the Long Green Cloud (Fernsehserie, 4 Folgen)
- 2012: Liz & Dick (Fernsehfilm)
- 2013: Blood Punch
- 2017: Daisy's Chain (Kurzfilm)